# Historia de Sheffield

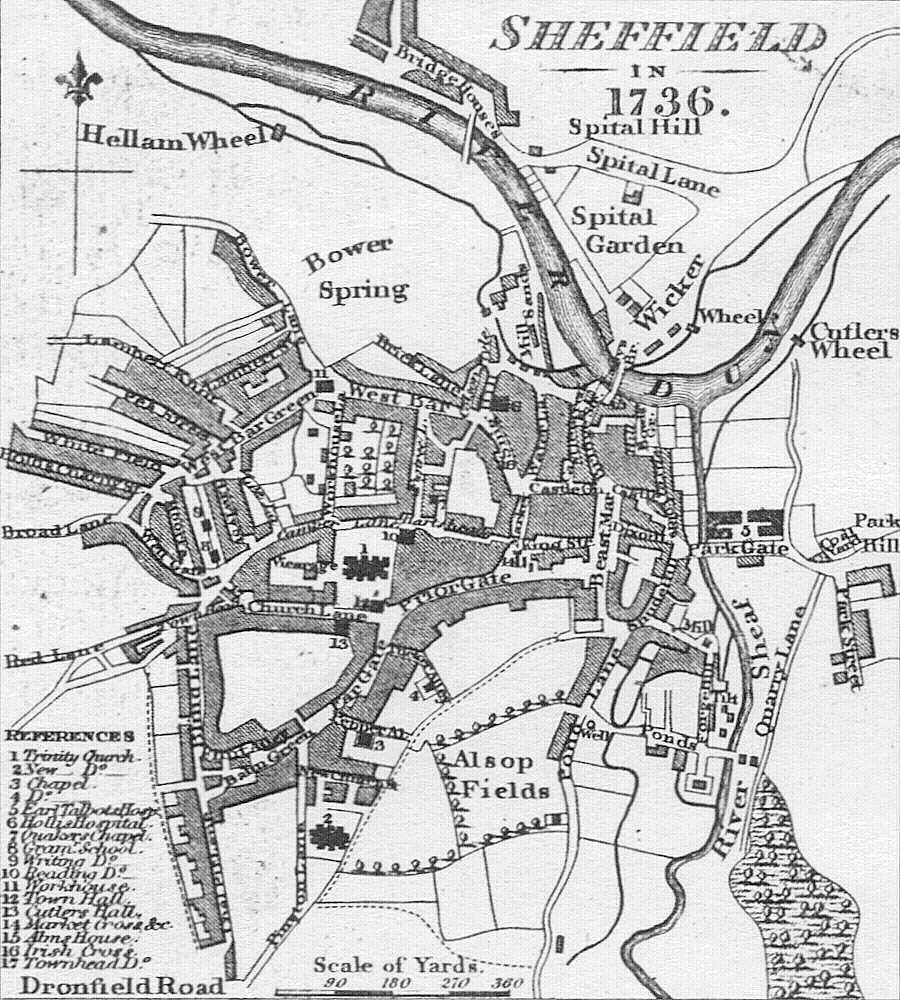
Mapa de Sheffield en 1736.

La historia de Sheffield, ciudad de Inglaterra (Reino Unido), se remonta hasta el momento de su fundación en uno de los márgenes del río Sheaf en la segunda mitad del primer milenio  a. C. La zona había sido habitada desde al menos la última época glacial, pero el crecimiento significativo del área metropolitana de la ciudad no tuvo lugar hasta la revolución industrial.
Tras la conquista normanda de Inglaterra se construyó un castillo para controlar los asentamientos sajones y el desarrollo de una pequeña ciudad, no más grande que el actual centro de Sheffield. Antes del siglo XIV, Sheffield ya era un destacado emplazamiento de la producción de cuchillería, y por esto en 1600 se convirtió en el principal centro de las producción de cubertería de Inglaterra, supervisado por la Company of Cutlers in Hallamshire. En los años 1740 el tratamiento del acero de crisol fue mejorado por Benjamin Huntsman, habitante de Sheffield, permitiendo mejorar la calidad de la producción. Casi al mismo tiempo se descubrió el proceso de plateado de los utensilios que produce Old Sheffield Plate. Las industrias asociadas condujeron a Sheffield hacia un rápido crecimiento; la ciudad fue incorporada como un borough en 1843 y se le concedió el estatus de ciudad en 1893.
Sheffield permaneció como una ciudad industrial a lo largo de la primera mitad del siglo XX, pero la disminución del comercio mundial tras la crisis del petróleo de 1973, mejoras tecnológicas y economías de escala, y una amplia racionalización en la producción de acero en toda la Comunidad Económica Europea condujeron al cierre de muchas de la acerías desde principios de los años 1970 en adelante. Los programas de regeneración urbana y económica comenzados a finales de los años 1980, han transformado la ciudad.
En 1993, Sheffield albergó los Campeonatos europeos de natación. Ya en el siglo XXI, la ciudad se vio afectada por las inundaciones que asolaron el Reino Unido en 2007.

## Prehistoria - Reinos anglosajones

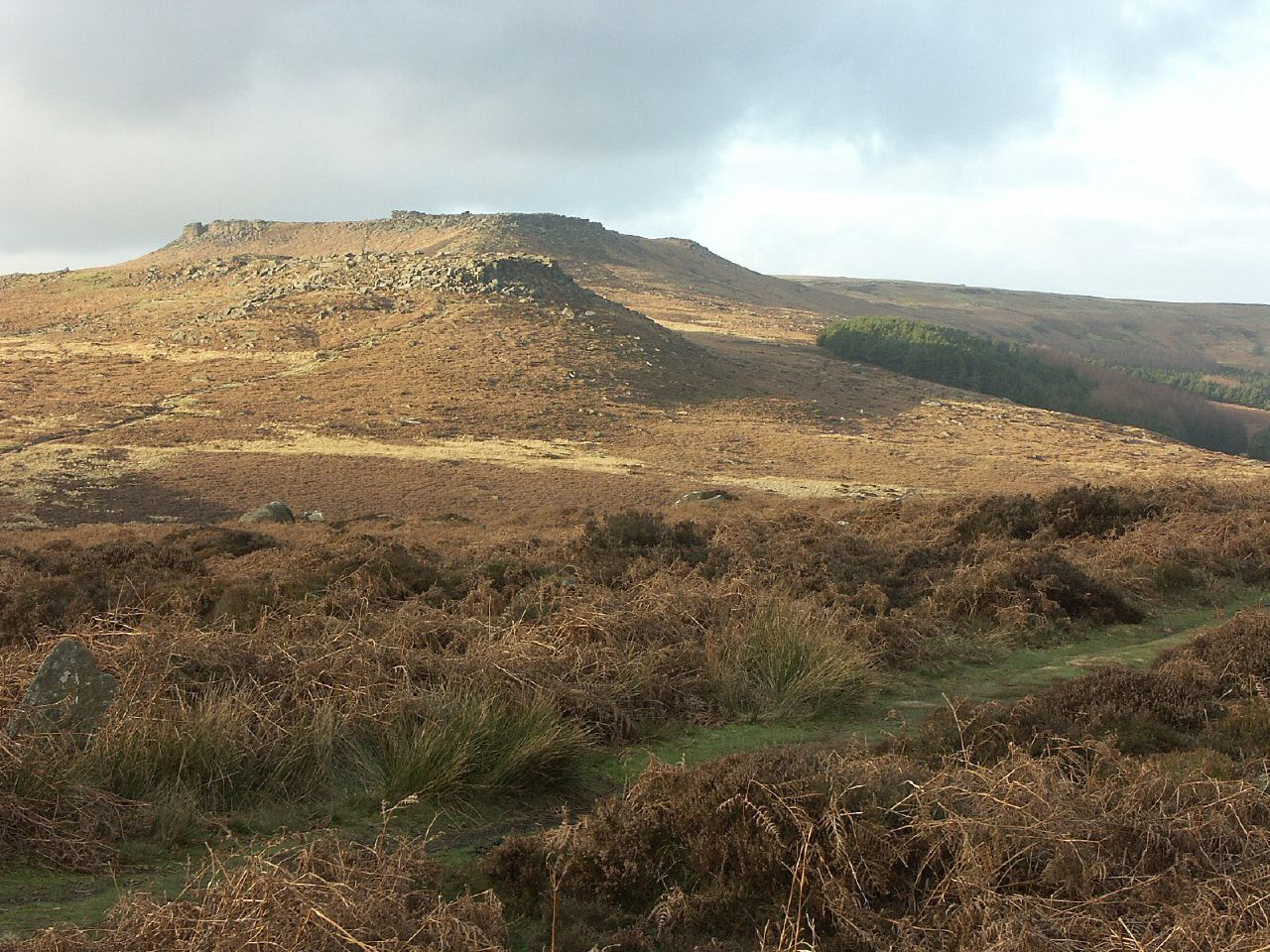
Carl Wark, un castro de la Edad de hierro situado en el sudoeste de Sheffield.

Las pruebas más antiguas de la existencia de ocupación humana en el área de Sheffield fueron encontradas en los Riscos de Creswell, al este de la ciudad. Los utensilios y pinturas rupestres encontrados en las cuevas de los riscos datan del último período del Paleolítico Superior, de por lo menos 12.800 años de antigüedad. Otros restos prehistóricos encontrados en Sheffield son los de una choza del Mesolítico: un círculo de piedras con la forma de la base de una de estas viviendas que data aproximadamente del año 8000 a. C. Estos restos fueron encontrados en Deepcar, al norte de la ciudad.
Durante la Edad de bronce (aproximadamente 1500 a. C.) un pueblo portador de la Cultura de los Campos de Urnas comenzó a instalarse en el área. Era un grupo de guerreros armados conducidos por un líder, que sometieron a los habitantes de aquellas praderas. Construyeron numerosos círculos de piedra, algunos de los cuales aún existen, como Moscar Moor, Froggatt Edge y Hordron Edge. Dos antiguas urnas de la Edad de bronce fueron encontradas en 1887 en Crookes, y tres túmulos de mediados de la Edad de bronce en el Lodge Moor, ambos lugares suburbios de la actual ciudad.
En la Edad de hierro, el área se convirtió en el territorio meridional de la tribu de los Peninos denominada brigantes. Esta es la tribu que según se piensa construyó el castro que está situado en la cumbre de una escarpada colina cercana al río Don, en Wincobank, y que ahora forma parte del noreste de Sheffield. Otros castros de la Edad de hierro situados en el área son los de Carl Wark y Hathersage Moor, situados al sudoeste de Sheffield, y el de Scholes Wood, emplazado cerca de Rotherham. Al sur de este territorio habitaba una tribu rival, los corieltauvi, que habitaron en el noreste de Midlands.
La invasión romana de Gran Bretaña comenzó en el año 43 a. C., y en el año 51 los brigantes se rindieron a los conquistadores romanos, siendo sometidos bajo su mando directo a principios de los años 70. Pocos restos romanos han sido encontrados en el área Sheffield. Una pequeña calzada romana que unía las fortalezas romanas de Templeborough y Brough-on-Noe pasó posiblemente por el centro de la ciudad moderna. El trazado de estas calzadas por dentro de la ciudad es en gran parte desconocido, aunque algunas secciones de la calzada todavía pueden ser vistas entre Redmires y Stanage y los restos posiblemente vinculados a ésta fueron descubiertos en Brinsworth en 1949. En abril de 1761, unos pergaminos que datan del período romano, fueron encontrados en el Valle Rivelin, al sur de Stannington, cerca de la probable ruta de la calzada romana. Además hubo hallazgos que datan del período romano en el Walkley Bank Road, que conduce al final del valle. También se han encontrado enterramientos romanos en Walkley Bank Road cerca de la Catedral de Sheffield, lo que ha conducido a la especulación sobre la posible existencia de un campamento romano en aquel lugar. Sin embargo, es poco probable que queden restos del establecimiento que se desarrolló en Sheffield en aquella época.

Principales reinos anglosajones cerca del año 600.

Tras la caída del Imperio romano, el área de Sheffield quizás formó parte del sur del reino celta de Elmet, que junto a los ríos Sheaf y Don, conformaban el límite entre este reino y el reino de Mercia. Gradualmente, los colonos anglos fueron conquistando los territorios del reino de Deira. El reino de Elmet redujo su extensión en la primera mitad del siglo VII. Sin embargo, es evidente una presencia celta duradera dentro de esta área por los asentamientos de Wales y Waleswood, cerca de Sheffield - la palabra Wales deriva de la palabra germánica Walha, y originalmente fue usada por los anglosajones para referirse a los británicos natales.

## Orígenes de Sheffield

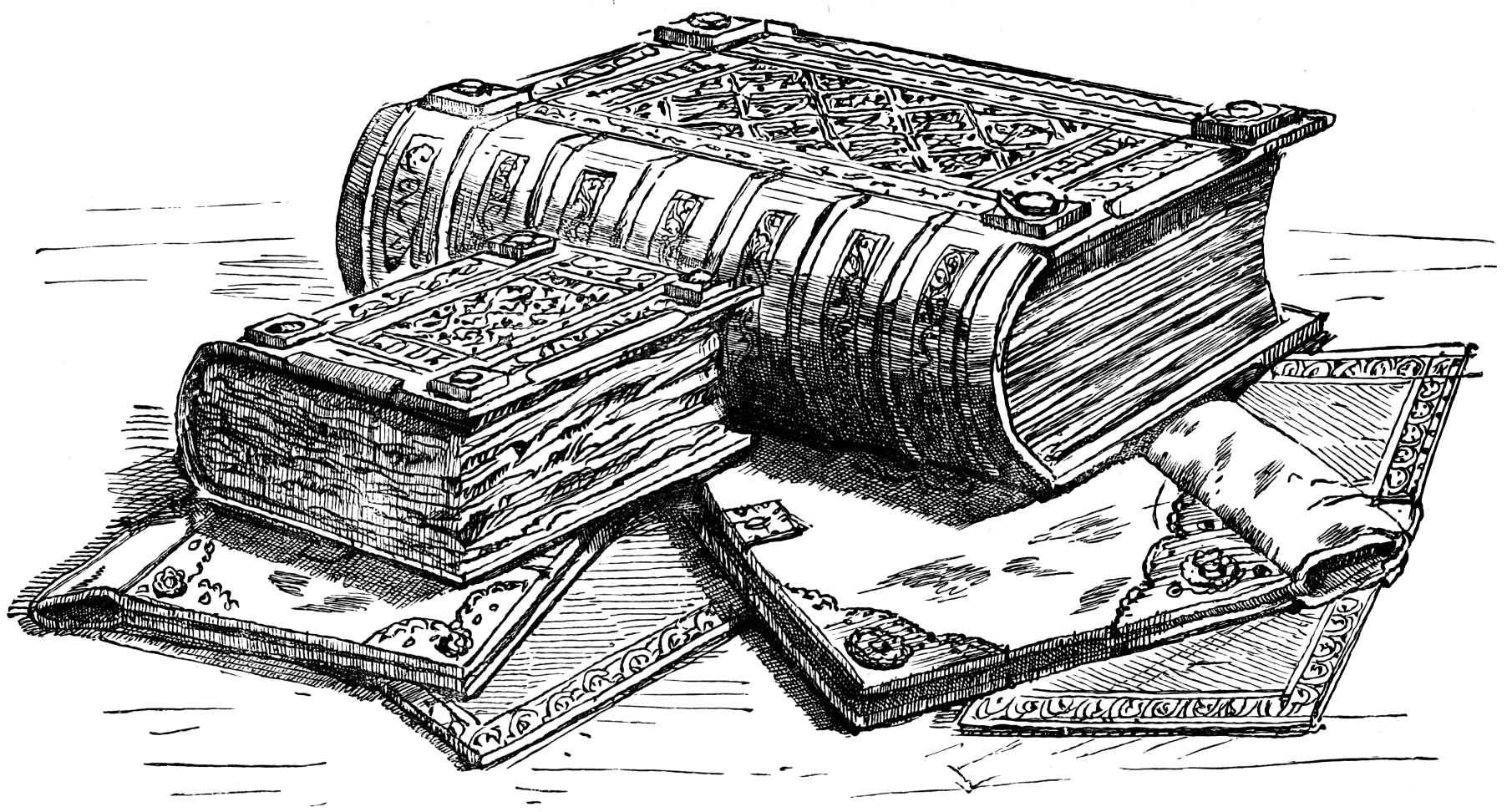
El Libro de Domesday.

El nombre Sheffield tiene su origen en el idioma anglosajón. Este proviene del río Sheaf, cuyo nombre es una corrupción de shed o sheth, que quiere decir dividirse o separarse. Field es un sufijo genérico que proviene del anglosajón feld, que significa claro forestal. Es probable que el origen de la actual ciudad de Sheffield sea un asentamiento anglosajón en un prado, al lado de la confluencia de los ríos Sheaf y Don. Los nombres de muchas otras partes del área metropolitana de Sheffield acaban en ley, que significa claro en el bosque, o ton, que significa granja. Estos establecimientos son: Heeley, Longley, Norton, Owlerton, Southey, Tinsley, Totley, Wadsley, y Walkley.

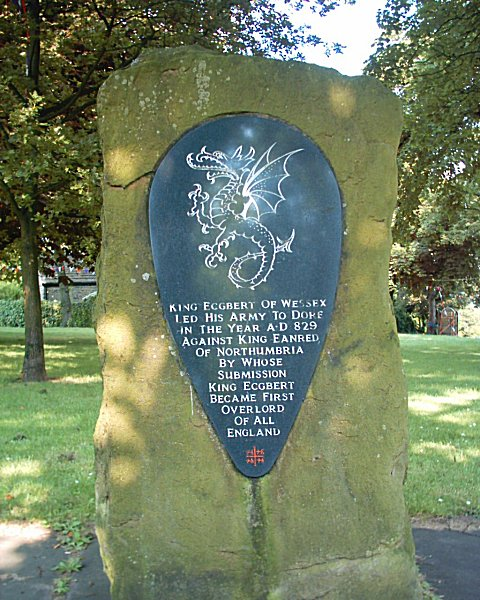
Monumento en conmemoración de la victoria del Rey Egberto en Dore.

La prueba más antigua de la existencia de este asentamiento es la Cruz de Sheffield, que fue erigida en el futuro emplazamiento de la Catedral de Sheffield a principios del siglo IX. La cruz fue retirada del jardín de la iglesia en 1570, y en la actualidad se exhibe en el Museo Británico. En un documento de la misma época, una inscripción del año 829 en la Crónica anglosajona, se refiere la sumisión de Eanred de Northumbria ante Egbert de Wessex en la aldea de Dore (ahora un suburbio de Sheffield): "Egbert condujo a un ejército contra los habitantes de Northumbria y en Dore, donde ellos lo encontraron, recibieron la oferta de poder volver a casa con las condiciones de obediencia y sometimiento". Este acontecimiento hizo de Egbert el primer sajón en reclamar ser el rey de toda Inglaterra.
A finales del siglo IX, una oleada de colonos nórdicos se estableció en Danelaw. Los nombres de aldeas establecidas por estos colonos generalmente acaban en thorpe, que significa granja. Algunos ejemplos que se pueden encontrar en el área metropolitana de Sheffield son Grimesthorpe, Hackenthorpe, Jordanthorpe, Netherthorpe, Upperthorpe, Waterthorpe, y Woodthorpe. En 918 los daneses del sur del estuario se rindieron ante Eduardo el Viejo, y en 927 Northumbria cayó bajo control del rey Athelstan.
En 937, los ejércitos combinados de Olaf III Guthfrithson, rey vikingo de Dublín, Constantino II, rey de Escocia, y el rey Owain de Strathclyde invadieron Inglaterra. La invasión fue repelida por un ejército combinado de Wessex y Mercia conducido por el rey Athelstan en la Batalla de Brunanburh. La posición de Brunanburh es desconocida, pero algunos historiadores han sugerido que está ubicado entre Tinsley, en Sheffield, y Brinsworth, en Rotherham. Tras la muerte de rey Athelstan en 939, Olaf III Guthfrithson invadió de nuevo Inglaterra y tomó el mando de Northumbria y de parte de Mercia. Posteriormente, los anglosajones, bajo Edmundo I, conquistaron de nuevo Mercia en 942, y Nortumbria en 944.
El Domesday Book de 1086 contiene la referencia más antigua a los distritos de alrededor de Sheffield como el señorío de "Hallun" (o Hallam). Este señorío conservó a su señor sajón, Waltheof, durante algunos años más después de la conquista normanda. El Domesday Book (registro similar a un catastro) fue ordenado por Guillermo el Conquistador de modo que pudiera evaluarse la riqueza de los municipios y los señoríos de Inglaterra. Este libro está escrito en latín con abreviaturas; el extracto que habla sobre Sheffield comienza:
TERRA ROGERII DE BVSLI
M. hi Hallvn, cu XVI bereuvitis sunt. XXIX. carucate trae
Ad gld. Ibi hb Walleff com aula...
Traducido se lee:
TIERRAS DE ROGER de BUSLI
En Hallam, un señorío con sus dieciséis aldeas, hay veintinueve carucates [~14 kilómetros ²] a los que se les deben cobrar los impuestos. Allí Earl Waltheof tiene un "Aula" [hall o tribunal]. Puede haber habido aproximadamente veinte arados. Estas tierras dirigida por Roger de Busli son de la Condesa Judith. Tiene allí dos carucates [~1 kilómetro ²] y treinta y tres siervos mantienen doce carucates y medio [~6 kilómetros ²]. Hay ocho acres [32.000 m ²] de prados, y un bosque de pastoreo, de cuatro leuvaes de longitud y cuatro de anchura [~10 kilómetros ²]. El señorío entero es diez leuvaes de longitud y de ocho de amplio [207 kilómetros ²]. En tiempos de Eduardo el Confesor fue valorado en ocho marcos de plata; ahora en cuarenta chelines.
En Attercliffe y Sheffield, dos señoríos, Sweyn tenía cinco carucates de tierra [~2.4 kilómetros ²] a los que se les debía cobrar los impuestos. Puede haber habido aproximadamente tres arados. Esta tierra es propiedad del señorío de Hallam.
Waltheof, conde de Northumbria fue ejecutado en 1076 por formar parte de un levantamiento contra Guillermo I. Él era el último de los condes anglosajones que todavía permanecía en Inglaterra una década después de la conquista normanda. Sus tierras pasaron a su esposa, Judith de Normandía, sobrina de Guillermo el Conquistador. Las tierras fueron dirigidas en su nombre por Roger de Busli. El Libro de Domesday se refiere a Sheffield dos veces, primero como Escafeld, y más tarde como Scafeld. El historiador de Sheffield, S. O. Addy, sugiere que la segunda forma, pronunciada Shaffeld, sea la forma más exacta, ya que la ortografía Sefeld es encontrada en una escritura de cien años antes de la completación del estudio.
Roger de Busli murió a finales del siglo XI y fue sucedido por su hijo, que murió sin un heredero. Las tierras de la familia pasaron a Guillermo de Lovetot, el hijo de un barón normando que había venido a Inglaterra junto con el Conquistador. Guillermo de Lovetot fundó las iglesias de Santa María en Handsworth y se San Nicolás en Alto Bradfield en 1109, además de la propia iglesia de Sheffield. Guillermo también construyó el Castillo de Sheffield, que estimuló el crecimiento de la ciudad.

## Sheffield en el medievo y la Edad Moderna
Tras la muerte de Guillermo de Lovetot, el señorío de Hallamshire fue heredado por su hijo Richard de Lovetot, y después por el hijo de este, Guillermo de Lovetot, antes ser pasar por matrimonio a Gerardo de Furnival alrededor de 1204. Los Furnivals mandarían en el señorío durante los próximos 180 años. El cuarto señor de Furnival, Thomas de Furnival, apoyó a Simón de Montfort en la segunda guerra de los Barones. Como consecuencia de esto, en 1266, un grupo de barones, conducidos por John de Eyvill, que marchó de Lincolnshire a Derbyshire, llegó a Sheffield y destruyó la ciudad, quemando la iglesia y el castillo. Un nuevo castillo de piedra fue construido durante los cuatro años siguientes, y una nueva iglesia fue consagrada por Guillermo II Wickwane, Arzobispo de York, alrededor de 1280. En 1295, el hijo de Thomas de Furnival, también de nombre Thomas, fue el primer señor de Hallamshire en ser llamado al Parlamento, tomando así el título de Baron Furnivall. Dos generaciones más de Furnivals mandaron en Sheffield antes de que éste pasara por matrimonio a sir Thomas Nevil, y más tarde, en 1406, a John Talbot, primer conde de Shrewsbury.

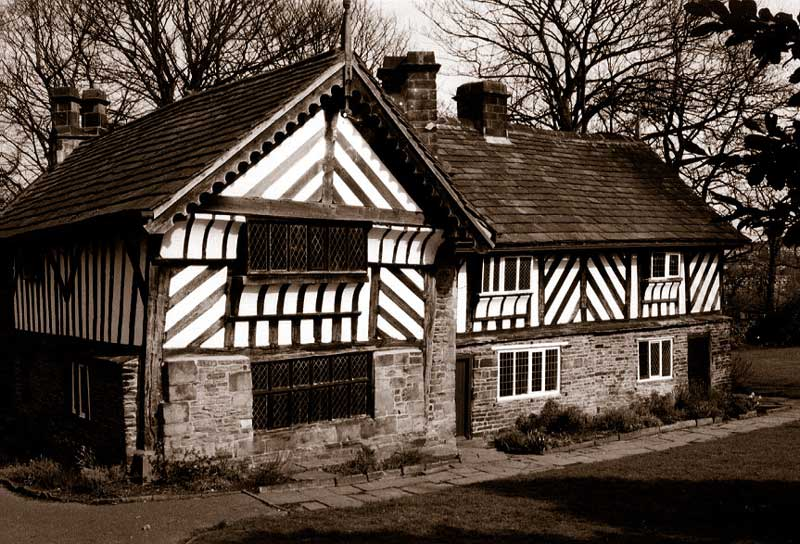
La Casa de los Obispos.

En 1430, la iglesia de Sheffield de 1280 fue derribada y substituida. Algunas partes de esta nueva iglesia todavía están en pie, y se trata del edificio más antiguo del centro de la ciudad de Sheffield que ha llegado al siglo XXI, formando parte del núcleo de la Catedral de Sheffield. Otros notables edificios medievales son la casa Old Queen Head, que data aproximadamente del año 1480, con su armazón de vigas de madera todavía intacto, la Casa de los Obispos y el Broom Hall, ambos construidos alrededor de 1500., y la iglesia de Ecclesfield
El cuarto conde de Shrewsbury, Jorge Talbot, se asentó en Sheffield, construyendo el Manor Lodge fuera de la ciudad, aproximadamente en 1510, y añadiendo a la iglesia una capilla para su familia en 1520. Los monumentos al cuarto y al sexto conde de Shrewsbury todavía pueden ser vistos en ella.
En 1569, le fue asignada la custodia de María I de Escocia a Jorge Talbot, sexto conde de Shrewsbury. María fue considerada como una amenaza por Isabel I, y fue encarcelada desde su llegada a Inglaterra en 1568. Talbot trajo a María a Sheffield en 1570, y ella pasó la mayor parte de los siguientes 14 años encarcelada en el Castillo de Sheffield y en el Manor Lodge. El entonces parque del castillo se extendía más allá de la actual Manor Lane, donde se encuentran los restos del Manor Lodge. Al lado de ellos está la Turret House (Casa Torrecilla), un edificio isabelino, que pudo haber sido construido para guardar a la reina cautiva. Un cuarto, que se cree que fue el de la reina, tiene un techo de estuco con decoraciones heráldicas.
Durante la guerra civil inglesa Sheffield cambió de bando varias veces, cayendo finalmente en manos de los parlamentarios, que demolieron el Castillo en 1648.
La Revolución industrial trajo la fabricación de acero a gran escala a Sheffield en el siglo XVIII. La mayor parte de la ciudad medieval fue gradualmente sustituida por una mezcla de edificios georgianos y victorianos. Grandes partes del centro de la ciudad de Sheffield han sido reconstruidas hace pocos años, pero entre los edificios modernos se han conservado algunos edificios antiguos.

## Revolución industrial
La situación de Sheffield - entre dos ríos y rodeada por colinas que contienen materias primas como el carbón y el hierro - le hizo un lugar ideal para industrias en fase de desarrollo. Norias a menudo construidas para moler grano, también se utilizaban para la fabricación de hojas de cuchillos y espadas. Por esto, en el siglo XIV, Sheffield ya era un importante centro de producción de cuchillería:

Siempre en su cinturón de cuero él llevaba un machete,

una espada con una lámina larga mordaz.

En su bolsillo él llevaba un bonito cuchillo;

ningún hombre osó tocarlo, por la posibilidad de perder su vida.

Un cuchillo largo de Sheffield él llevaba en su cinturón;
Geoffrey Chaucer, Cuento de la Nueva Víspera de los Cuentos de Canterbury

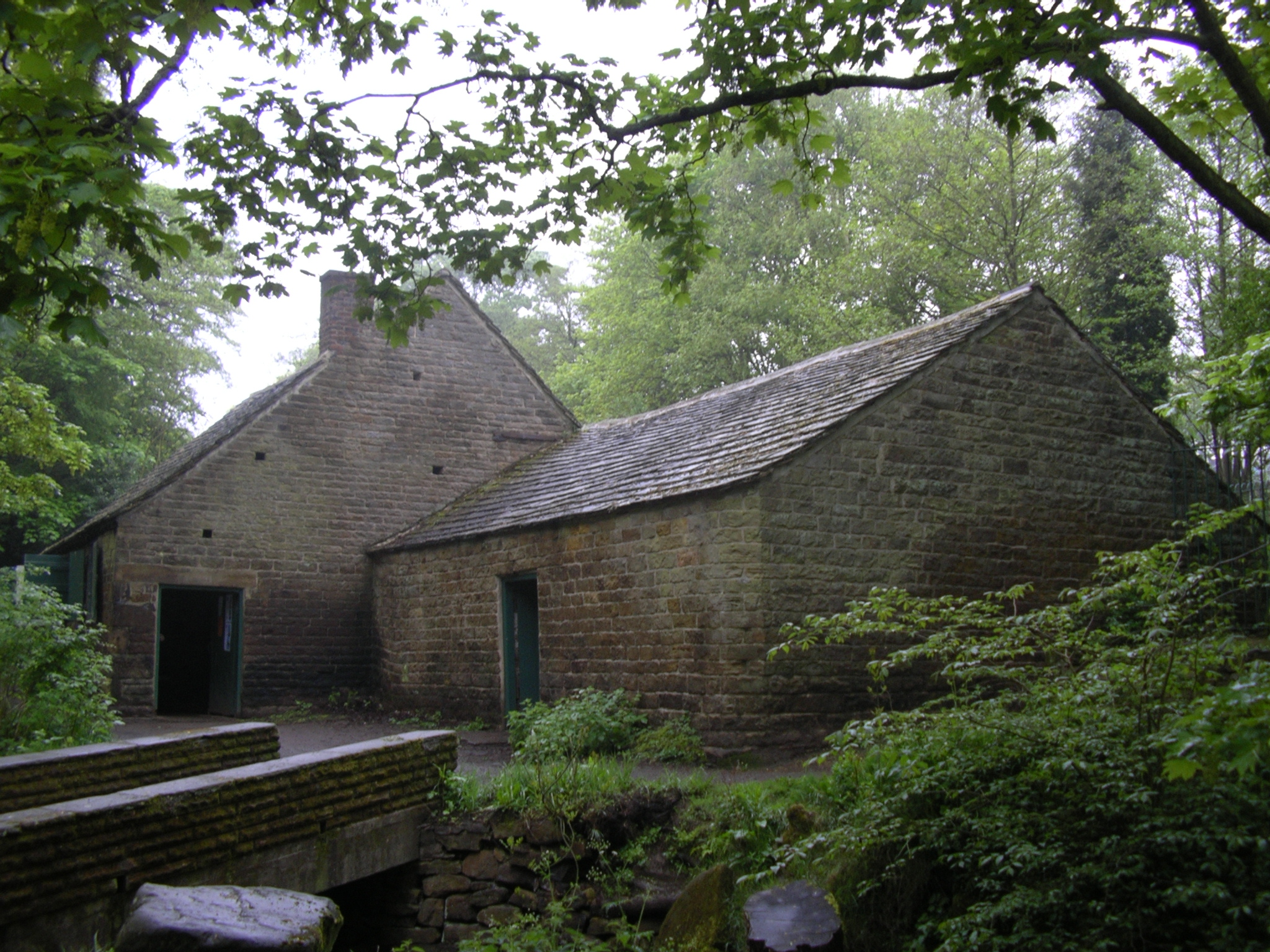
La Noria del Pastor; un ejemplo de los talleres de molinería impulsados por el agua que solían ser comunes en el área Sheffield.

Alrededor del año 1600, Sheffield era el principal centro de producción de cuchillería de Inglaterra, y en 1624 la Company of Cutlers in Hallamshire fue elegida para supervisar el comercio de la zona. Algunos ejemplos de norias y talleres de cuchillería de los alrededores de Sheffield que han llegado hasta el siglo XXI, pueden ser vistos en el museo Abbeydale Industrial Hamlet y en el museo de la Noria del Pastor.
Alrededor de un siglo más tarde, en la "Carta 8, Parte 3: Sur y Oeste Yorkshire", de su libro A tour thro' the Whole Island of Great Britain, Daniel Defoe comentó:

Esta ciudad de Sheffield es muy populosa y grande, con calles estrechas, y casas oscuras y negras, ocasionadas por el humo continúo de las forjas, que están siempre trabajando: Aquí hacen todos tipos de mercancía de cuchillería, pero sobre todo herramientas de filo como cuchillos, navajas de afeitar, hachas, y clavos; [...] Aquí hay una iglesia muy espaciosa, con un hermoso y alto camapanario; y en la ciudad, se dice que hay al menos tanta, si no más, gente como en la ciudad de York

.
En los años 1740, Benjamin Huntsman, un fabricante de relojes de Handsworth, inventó una nueva forma de realizar el tratamiento del acero de crisol, y consiguió un acero de mejor calidad que el que se podía obtener antes. Al mismo tiempo, Thomas Boulsover inventó una técnica para fundir una fina hoja de plata en un lingote de cobre, que producía un color plateado que es conocido como Sheffield Plate. En 1773, Sheffield consiguió un laboratorio para ensayos con la plata. Las innovaciones continuaron; a finales del siglo XVIII, el Britannium, una aleación a base de estaño aparentemente similar a la plata, fue descubierta en la ciudad.
El proceso de Huntsman se quedó obsoleto en 1856 por la invención por Henry Bessemer del proceso de Bessemer. Bessemer trató de inducir a los fabricantes de acero a que utilizaran su sistema mejorado, pero encontró rechazos generales, y finalmente emprendió la explotación del proceso él mismo. Para ello edificó una acería en Sheffield. Gradualmente, la escala de producción fue ampliándose hasta que el negocio empezó a dar sus frutos, ya que los comerciantes de acero se dieron cuenta de que la compañía Henry Bessemer & Co. vendía unas 20 libras más barata la tonelada de acero. Uno de los convertidores de Bessemer todavía puede ser visitado en el Museo de Kelham Island de Sheffield.

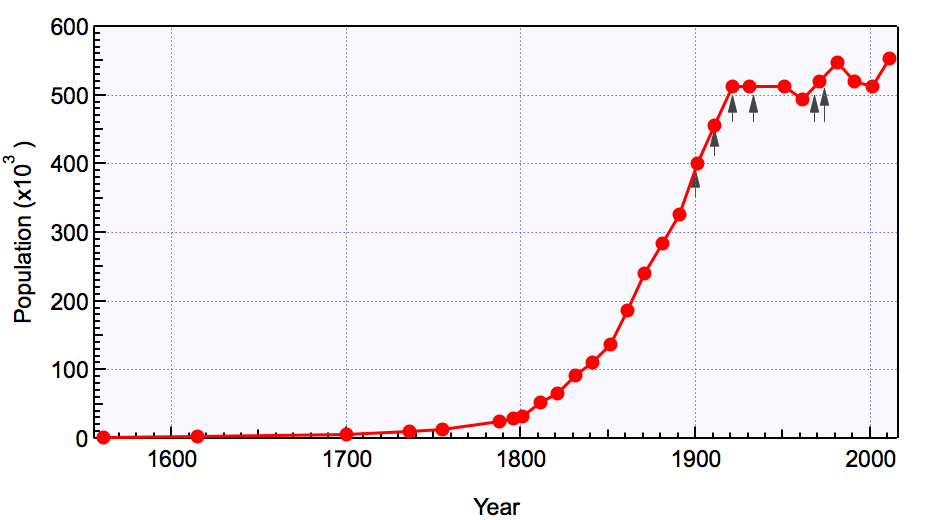
Población de Sheffield, 1700 - 2001.

La Revolución industrial de finales del siglo XVIII y del siglo XIX hizo que la población de Sheffield aumentara rápidamente. En 1800, Sheffield tenía una población de alrededor de 31.000 personas. En 1832 la ciudad ganó representación política con la creación de un borough parlamentario. Su borough municipal se creó mediante un Acto de Incorporación en 1843. A este borough se le concedió el grado y el título de "Ciudad", mediante una Carta Real, en 1893. En 1900, la población de la ciudad de Sheffield había llegado hasta las 400.000 personas. A lo largo de esta época, Sheffield se dio a conocer en todo el mundo por la producción de cuchillería.
A partir de mediados del siglo XVIII, una sucesión de edificios públicos fueron erigidos en la ciudad, como la iglesia de San Pablo, actualmente demolida. Mientras que el antiguo Ayuntamiento y el Cutlers' Hall, que todavía existen, son las principales edificaciones del siglo XIX en la ciudad.
Para enfrentarse al gran aumento de población, la empresa central de abastecimiento de agua de Sheffield, construyó unos embalses alrededor de la ciudad. Algunas partes de Sheffield fueron devastadas cuando después de un proyecto de construcción de cinco años, la presa Dale Dyke se derrumbó el viernes 11 de marzo de 1864, causando la Gran Inundación de Sheffield. La creciente población también condujo a la construcción de un gran número de suburbios, que, junto con la severa contaminación de las fábricas, inspiraron a George Orwell, que en 1937 escribió: "Sheffield, supongo, que podría reclamar justamente ser la ciudad más sucia del Viejo Mundo".
La producción de acero en esta época implicaba largas horas de trabajo, en las condiciones más precarias que ofrecían poca o ninguna protección de seguridad. Friedrich Engels en su libro La Condición de la Clase obrera en la Inglaterra de 1844 describió las condiciones vividas normalmente en la ciudad de entonces:

En Sheffield los salarios son buenos, y la apariencia exterior de los trabajadores también. Por otra parte, ciertas sucursales de trabajo tienen que ser alertadas, debido a su extraordinariamente perjudicial influencia sobre la salud. Ciertas operaciones requieren la constante presión de instrumentos contra el pecho, y engendran su consumo en muchos casos; en otros, el corte mediante limas retarda el desarrollo general del cuerpo y produce desórdenes digestivos; el uso de cuchillos trae consigo dolores de cabeza, y entre las mujeres, anemia. Con diferencia, el peor trabajo es el de la molienda de las hojas de los cuchillo y tenedores, y que en algunos casos puede significar la muerte. Lo peor de este trabajo está, en parte, en la postura de inclinación, en la cual el pecho y el estómago se encuentran apretados; pero sobre todo en la cantidad de afiladas partículas de polvo metálico liberadas en el recorte, que llenan la atmósfera y son inhalados por los trabajadores. La vida media de los molineros oscila entre los treinta y cinco y cuarenta y cinco años.

Sheffield llegó a ser uno de los principales centros sindicales y de agitación del Reino Unido. Antes de los años 1860, el creciente conflicto entre los trabajadores provocó los Ultrajes de Sheffield, que culminaron en una serie de explosiones y asesinatos realizados por los sindicalistas. El Consejo de Profesiones de Sheffield organizó una reunión en Sheffield, en 1866, en la cual se fundó la Alianza de Profesiones Organizadas del Reino Unido - precursor del Congreso de Sindicatos.
El 24 de octubre de 1857, Nathaniel Creswick y William Prest fundaron el que es el club de fútbol más antiguo del mundo, el Sheffield F.C. El primer partido que se disputó fue un clásico de solteros y casados, debido a que no había otro equipo contra el que jugar. Su primer partido oficial fue el 26 de diciembre de 1860 contra el Hallam F.C., el segundo equipo más longevo del mundo.
El acero inoxidable fue inventado por Harry Brearley en 1912, en los Brown Firth Laboratories de Sheffield. Su sucesor como gerente en Brown Firth, el Doctor W. H. Hatfield, continuó el trabajo de Brearley. En 1924 Hatfield patentó el acero inoxidable 18-8 , que hoy en día es probablemente la aleación más usada de este metal.

## SigloXX- Actualidad
En 1914, Sheffield se convirtió en diócesis de la Iglesia de Inglaterra, y su iglesia paso al estatus de catedral. Durante la Primera Guerra Mundial, el Batallón de la ciudad de Sheffield tuvo muchas bajas en Somme y Sheffield fue bombardeada por un zeppelin alemán. La recesión de los años 1930 sólo fue una parada, causada por la creciente tensión de la que posteriormente surgió la Segunda Guerra Mundial. Las fábricas de acero de Sheffield fueron puestas a trabajar, elaborando armas y municiones para la guerra. Por consiguiente, una vez que la guerra fue declarada, la ciudad volvió otra vez a ser un objetivo para bombardear en las incursiones. En total hubo 16 incursiones sobre Sheffield, pero los grandes bombardeos se realizaron a lo largo de las noches del 12 y 15 de diciembre de 1940 (ahora conocido como la Campaña de Sheffield). Se perdieron más de 660 vidas y muchos edificios quedaron en ruinas.
Tras la guerra, en los años 1950 y los años 1960 se inauguraron en el centro de la ciudad nuevos edificios, se restauraron otros, y se diseñó un nuevo esquema urbano, incluyendo la carretera de circunvalación interior. También en esta época, muchos de los antiguos suburbios fueron restaurados y substituidos por Council houses (Viviendas de Protección Oficial).
Los años 1980 vieron caer a las industrias de Sheffield (junto con muchas otras del Reino Unido), que culminó con la huelga de los mineros de 1984 y 1985. La crisis económica y social consiguiente se reflejó cinematográficamente en la famosa película The Full Monty (1997) rodada en Sheffield por Peter Cattaneo. Esta película tiene como protagonistas a seis trabajadores de una acería que están en paro y deciden montar un estriptis masculino para ganar dinero.
El 15 de abril de 1989, en el estadio Hillsborough, fallecieron 96 personas aplastadas contra unas vallas del estadio a causa de una avalancha de aficionados en un partido entre el Liverpool FC y el Nottingham Forest. Aunque la causa de los hechos no había sido provocada directamente por actos violentos, el ejecutivo de Margaret Thatcher redactó la Football Spectators Act, con la que se pretendía frenar el fenómeno de los hooligans y mejorar la seguridad en los estadios.

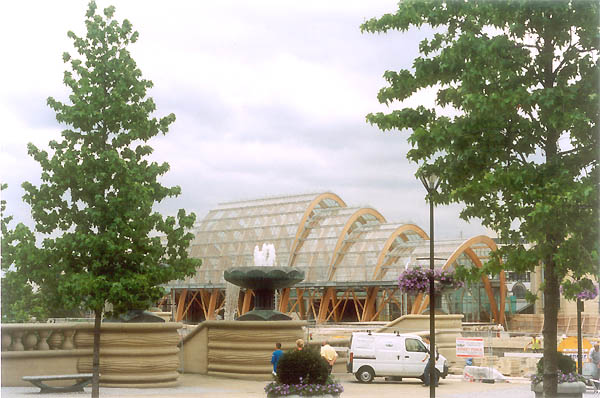
Los Jardines de Invierno, 2005.

El edificio del Meadowhall, un centro comercial construido sobre una antigua acería en 1990, tuvo sus pros y sus contras, como efecto positivo estuvo la creación de empleos muy necesarios, pero en contra esta construcción marcó el rápido decline del centro de la ciudad. La iniciativas para regenerar la ciudad comenzaron con la recepción de las Universiadas de 1991 y la construcción de nuevas instalaciones deportivas como el Arena Sheffield, el Estadio de Don Valley y el complejo de Ponds Forge. Comenzando en 1992, Sheffield emprendió la construcción de un nuevo sistema de tranvías - ya había habido un sistema de tranvías desde 1960 - con la inauguración de la primera sección del proyecto en 1994. En 1993, Sheffield albergó el Campeonato europeo de natación en el Ponds Forge, un complejo deportivo inaugurado dos años atrás. Albergó, a su vez, el Campeonato europeo de Waterpolo, resultando ganadora la selección italiana, y obteniendo las selecciones de Hungría y España las medallas de plata y bronce, respectivamente. A partir de 1995, la ciudad ha visto la realización de un gran número de proyectos públicos en su centro: los Jardines de la Paz fueron renovados en 1998, las Galerías de Milenio se inauguraron en abril de 2001, y una parte del ayuntamiento fue demolida en 2002 para la construcción de los Jardines de Invierno, que fueron inaugurados el 22 de mayo de 2003.
Otros proyectos, agrupados bajo el título Sheffield One, tienen el objetivo de regenerar todo el centro de la ciudad.
El 27 de abril de 2007, la policía británica detuvo a tres presuntos etarras en Sheffield. Ésta, fue la primera operación específica contra ETA en el Reino Unido. El 25 de junio del mismo año, unas inundaciones causaron la pérdida de millones de libras en daños en edificios de la ciudad, y la muerte de dos personas.